# Laminacauda insulana
Laminacauda insulana é uma espécie de aranhas araneomorfas da família Linyphiidae encontrada no Tristão da Cunha.  Esta espécie foi descrita pela primeira vez em 1985, pelo biólogo Millidge.